# チャットボーイ
チャットボーイは、有料または無料でライブチャットにおいて、リアルタイムで動画・画像・音声・テキストなどを用いて、女性と会話する男性のことをいう。運営されているサイトは少ないが、在宅ワークとしては収益性が高い。
対象となるお客はゲイの人が少なくない。